# CCBill
CCBill é um serviço de faturamento via Internet. Criado em 1998, a companhia oferece faturamento à terceiros, ou soluções para VAR; para e-commerce, que requerirem pagamentos por meio de: cartão de crédito, cartão de débito, transferências eletrônicas de fundos, e pagamento via telefone.
O CCBill oferece serviços de faturamento para uma variedade de assinaturas de sites pornográficos e serviços similares.